# Steinsfeld
Steinsfeld település Németországban, azon belül Bajorországban. Lakosainak száma 1253 fő (2023. december 31.).

## Népesség
A település népessége az elmúlt években az alábbi módon változott:
| Lakosok száma | 1238 | 328  | 1206 | 1211 | 1200 | 1213 | 1229 | 1211 | 1264 | 1253 |
|               | 1970 | 1975 | 2011 | 2012 | 2014 | 2015 | 2017 | 2019 | 2022 | 2023 |